# RailNetEurope
RailNetEurope (RNE) – stowarzyszenie utworzone w 2004 przez większość europejskich zarządców infrastruktury kolejowej celem umożliwienia szybkiego i łatwego dostępu do europejskiej sieci kolejowej, jak również w celu zwiększenia jakości i efektywności międzynarodowego ruchu kolejowego. 38 członków RailNetEurope z 27 państw wspólnie harmonizują warunki i procedury w zakresie zarządzania międzynarodową infrastrukturą kolejową. Wspólne biuro stowarzyszenia mieści się w Wiedniu.
Członkiem organizacji ze strony polskiej są PKP Polskie Linie Kolejowe S.A.